# Neighborhood 3 (Power Out)
Título a ser usado para criar uma ligação interna é Neighborhood 3 (Power Out).
"Neighborhood #3 (Power Out)" (em português: Vizinhança #3 (Sem Força), pela tradução literal) é uma canção indie rock feita pela banda canadense Arcade Fire. Foi o terceiro single lançado de seu álbum de estreia, Funeral.
Lançado como single em 22 de maio de 2005 pelo selo Rough Trade Records, alcançou o 26º lugar no UK Singles Chart, onde permaneceu por duas semanas. A música, juntamente com outras duas de Funeral, rendeu ao Arcade Fire o prêmio Juno  de 2006 na categoria de "Compositor do Ano" e uma indicação ao "Vídeo do Ano".

## Significado
A canção foi escrita pelo cantor Win Butler e sua esposa Régine Chassagne, juntamente com o membro da banda Josh Deu. A letra é sobre Montreal durante a Tempestade de gelo Norte-Americana de 1998, onde houve blecaute por mais de uma semana. Naquela época, Régine residia na cidade, podendo extrair suas experiências no trabalho. Sua forma, principalmente metafórica e ambígua, permite especular qual mensagem a música transmite.
Butler reconhece que utilizou a queda de energia como "uma base para começar, para falar sobre outros assuntos", relacionando na música muitas outras ideias de forma sombria ("Crianças estão morrendo na neve") e com um tema de desesperança ("Não há sonhos / Não há planos"). Porém Butler também indica que há dois lados da música.
Apesar da atmosfera pessimista, ela pode ser interpretada como "inspiradora", observando a parte da letra: "E a força (elétrica) está desligada / No coração do homem / Pegue-a de seu coração / Ponha em sua mão". Butler disse que "se há algo abalado em teu coração, você acabará usando como uma espada em tua mão".
Há também uma referência a ideia de Butler de que é impossível esconder completamente um segredo. "Várias pessoas têm [a ideia] de que existem aspectos de suas vidas que estão escondidas ou em segredo... Mas acho que elas são como livros abertos", disse. Ele acrescenta que a pode ser interpretada politicamente, como recentes figuras políticas vem sendo acusadas de agirem por motivos ocultos.

## Videoclipe
Um  vídeo musical em animação 3D foi produzido para "Neighbourhood #3 (Power Out)" pela Plates Animation, a mesma produtora do vídeo So Says I, de The Shins. O trabalho mostra vários jovens vestindo jaquetas com capuz cortando as linhas de alimentação da uma nevada cidade steampunk da década de 1920, enquanto alguns homens velhos os perseguiam.

## Versões

### CD single (UK)
1. "Neighborhood #3 (Power Out)" (versão do álbum)
2. "Neighborhood #3 (Power Out)" (August Session)[11]

### White Vinil 7″ (UK)
1. "Neighborhood #3 (Power Out)" (versão do álbum)
2. "Neighborhood #3 (Power Out)" (August Session)[12]

### Black Vinil 7″ (UK)
1. "Neighborhood #3 (Power Out)" (ao vivo da Great American Music Hall em São Francisco)
2. "This Must Be The Place (Naive Melody)" (com participação de David Byrne, ao vivo da Irving Plaza, em Nova Iorque)[13]